# Stadtgarten Essen

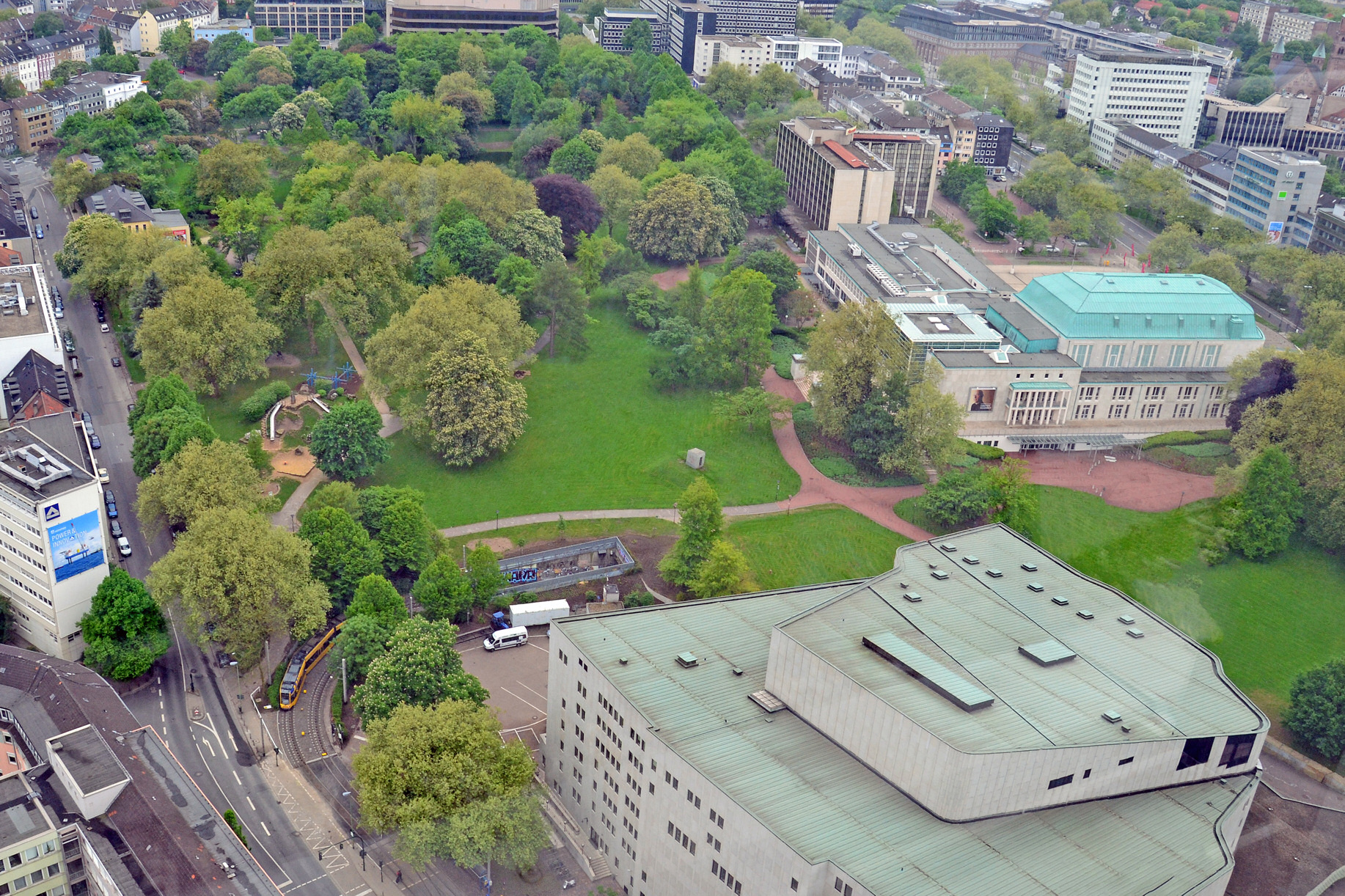
Stadtgarten Essen, Blick von Norden; rechts die Philharmonie, vorn das Aalto-Theater

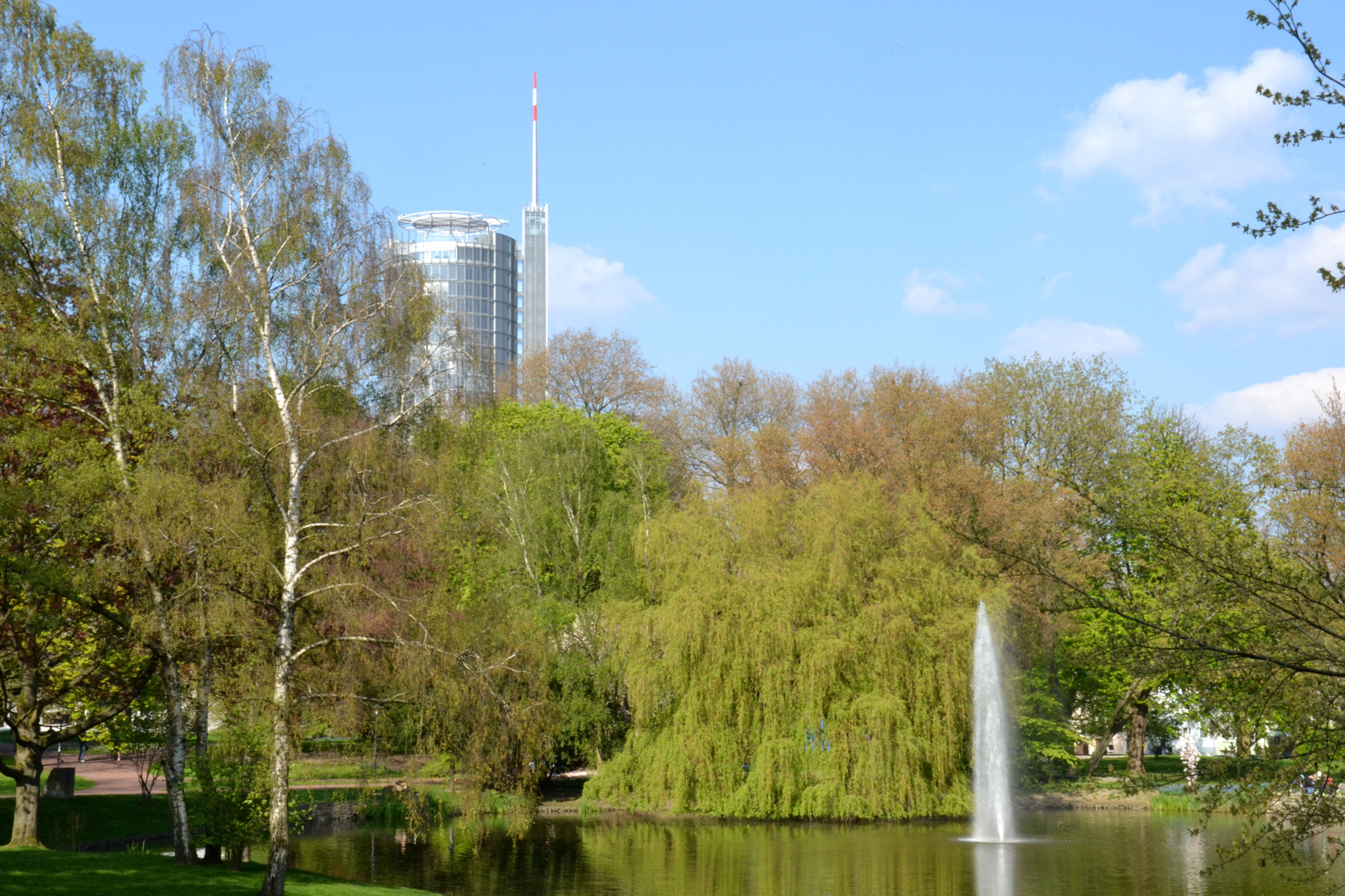
Teich im Stadtgarten, im Hintergrund der RWE-Turm

Der Stadtgarten Essen ist Essens älteste öffentlich zugängliche Grünanlage. Er liegt südlich des Essener Hauptbahnhofs im Stadtteil Südviertel, zwischen dem Aalto-Theater, der Philharmonie und dem angrenzenden Stadtteil Rüttenscheid.
Die Anfänge der Parkanlage reichen in das Jahr 1859 zurück. 1877 ging der Bürgerpark als erste öffentliche Essener Parkanlage in den kommunalen Besitz über. Seit 1881 trägt sie den Namen Stadtgarten.

## Geschichte

### Anfänge
Bereits 1859 entstand eine Grünanlage nahe der Huyssenallee im Süden der Stadt auf zuvor landwirtschaftlich genutzter Fläche. Auch ein inzwischen mit Wasser gefüllter Steinbruch lag hier, aus dessen Steinen einst die Essener Stadtmauer errichtet wurde. Der in Hannover tätige Landschaftsarchitekt Christian Schaumburg wurde mit der Gestaltung der Grünanlage beauftragt, nachdem zuvor Peter Joseph Lenné abgelehnt hatte. Die Ausführung der Arbeiten übernahm der Essener Kunstgärtner Karl Böhnert, dessen Haus mit Vorgarten und Ausstellungsraum sich am heutigen Willy-Brandt-Platz befand. Zur Zeit der Industrialisierung, der rasant ansteigenden Zahl von Steinkohle-Zechen und der rasch expandierenden Stahlindustrie der Friedrich Krupp AG, sollte die Grünanlage als Gegenpol dazu zur Erholung der Bevölkerung dienen. Das aufstrebende Großbürgertum wollte, wie zu dieser Zeit üblich, seinen wirtschaftlichen Wohlstand demonstrieren und gesellschaftliches Ansehen erlangen.
1863 wurde von Essener Bürgern die Essener gemeinnützige Actien-Gesellschaft zur Verwirklichung eines Stadtgartens südlich der Altstadt und zur Finanzierung des Baus eines Veranstaltungssaales im Volksgarten gegründet. Daran war maßgeblich Friedrich Hammacher beteiligt, der deshalb am 5. Oktober 1888 zum 25-jährigen Bestehen des Stadtgartens zum Ehrenbürger der Stadt Essen ernannt wurde.
Im Juni 1864 begannen an dem ehemaligen Steinbruch die Bauarbeiten zur Anlage des 3,3 Hektar großen Städtischen Gartens, der noch im selben Jahr eröffnet wurde. Am 23. Juni 1864 folgte die Grundsteinlegung für den vom Kruppschen Baumeister Gustav Kraemer konzipierten Stadtgartensaal; ein Fachwerkgebäude mit großem Festsaal, der durch ein schlichtes Restaurationsgebäude in zweigeschossiger Massivbauweise ergänzt wurde. Dieses Gebäude wurde im Sommer 1901 wegen gestiegener Ansprüche abgebaut und an gleicher Stelle der Saalbau errichtet. Das abgebaute Fachwerkgebäude wurde verkleinert im Nordpark in Altenessen-Süd wieder errichtet.

„Unsere Stadt hat den landwirtschaftlichen Charakter, den sie noch vor 25 Jahren trug, abgestreift. Überall ragen die Kamine hervor, verursachen die massenhaften Transporte von Kohlen, Eisenstein und Baumaterial einen dem Wohlbefinden oft unerträglichen Staub und Schmutz. In der Umgebung der Stadt zeigen sich nur noch vereinzelt kleinere Partien von Schatten bietenden Bäumen. Gerade für den Besucher solcher Städte sind öffentliche Gärten dringendes Bedürfnis, Lungen der Stadt, wie der Engländer sagt. Für uns sind schattige, gesunde Vereinigungspunkte glückliche Respiratoren gesellschaftlichen Wohlergehens.“

1877 ging die Parkanlage, nach finanziellen Problemen der Essener gemeinnützigen Aktiengesellschaft und Kauf aller Aktien durch die Stadt Essen, als erster Park in kommunalen Besitz über. Der Stadtgartensaal samt Inventar ging dann am 5. Juni 1881 durch Verkauf ebenfalls von der Aktiengesellschaft auf die Stadt Essen über. Einziger Bieter war Oberbürgermeister Gustav Hache, der den kleinstmöglichen Betrag von 100 Mark bot. Damit ist der seit 1881 so genannte Stadtgarten die älteste, öffentlich zugängliche Grünanlage der Stadt. Der Besuch des Stadtgartens war kostenfrei. Nur bei Veranstaltungen wurde eine Gebühr von 20 Pfennigen erhoben. Unter der Leitung des Essener Stadtgärtners Heinrich Stefen wurde die Grünanlage 1888 auf eine Größe von 7,6 Hektar erweitert, da das bisherige Gelände für die gestiegenen Besucherströme zu klein wurde. Damals war der Stadtgarten noch umzäunt und besaß fünf Eingangsbereiche. Im Laufe der folgenden Jahre kam mit dem noch heute vorhandenen Teich ein weiterer hinzu, ebenso ein Rosen- und ein Botanischer Garten, Grotten, Spielplätze, ein Musikpavillon und diverse Gastronomien.

Um 1901: nördlicher Teich
Um 1901: südlicher Teich
Um 1901: Stadtgartensaal
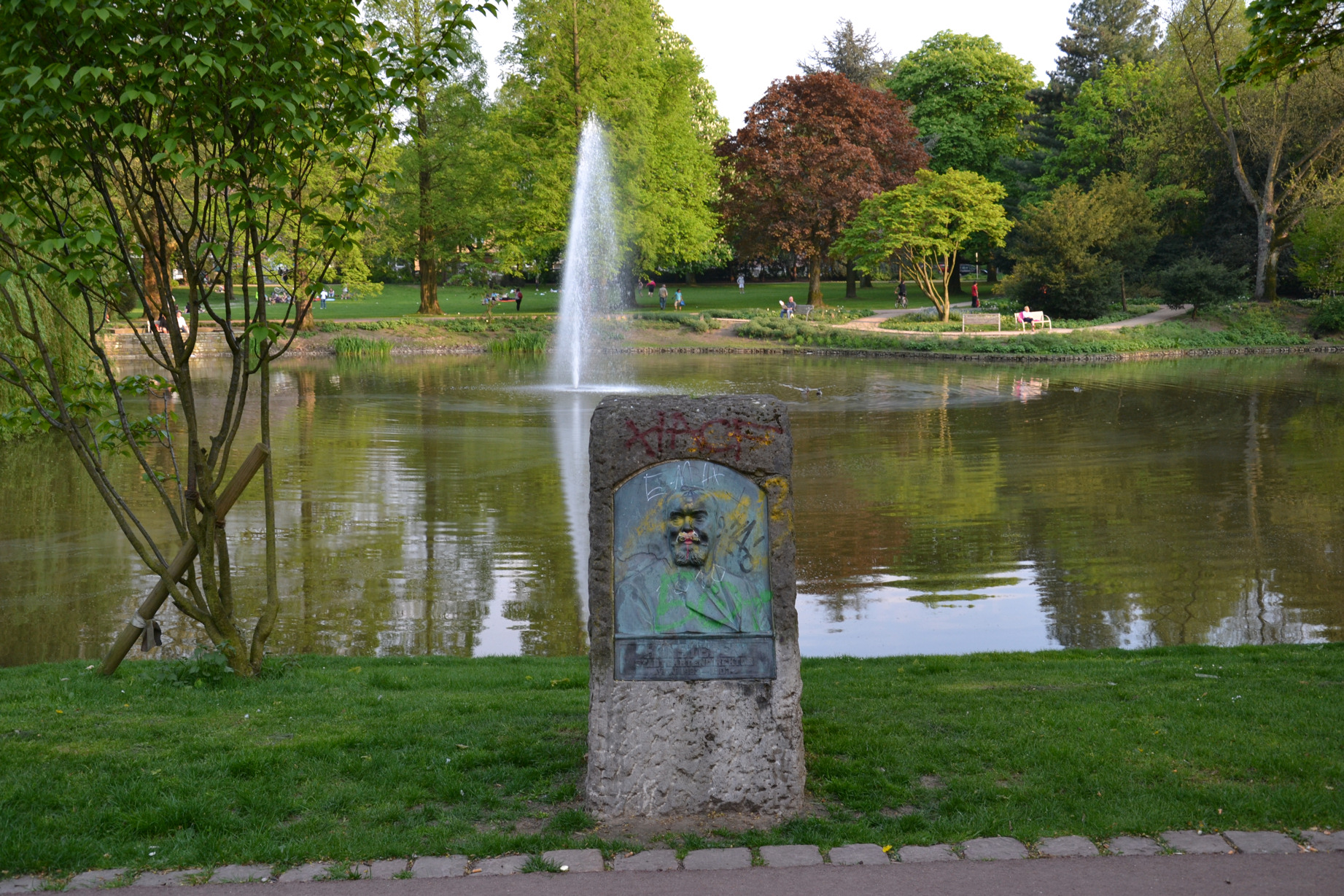
Gedenkstein an Heinrich Stefen, Stadtgartendirektor von 1883 bis 1907

### Der Stadtgarten im 20. Jahrhundert
1904 war der neue Saalbau fertiggestellt. Der nunmehr zwölf Hektar große Stadtgarten war bis in die 1920er Jahre die wichtigste Grünanlage der Stadt. Dann folgte der Grugapark als Konkurrent.
Das Reliefbild Schmied von Essen, das nach einem Entwurf des Berliner Bildhauers Ludwig Nick (1873–1936) entstand, befand sich nach dem Ersten Weltkrieg bis 1934 im Stadtgarten. Die Figur war im Ursprung Teil einer am 25. Juli 1915 enthüllten Nagelfigur auf dem nördlichen Vorplatz des Hauptbahnhofs. Schließlich kam es 1934 in den Grugapark, wo es im Zweiten Weltkrieg den Bomben zum Opfer fiel.
Im Zweiten Weltkrieg erlitt der Stadtgarten schwere Zerstörungen. Bis 1948 wurde das Gelände zunächst für den Anbau von Lebensmitteln für die notleidende Bevölkerung genutzt. Im selben Jahr begann der Wiederaufbau, bei dem der nördliche Teich verfüllt wurde. Anfang der 1950er Jahre wurde der Park um die ehemaligen Villengrundstücke an der Hohenzollernstraße erweitert. Auch der Saalbau wurde 1943 zerstört und von 1949 bis 1954 verändert wieder aufgebaut. Nach mehrfachem Umbau befindet sich in diesem Saalbau die heutige Philharmonie Essen.
Östlich des Saalbaus und südlich des noch nicht existierenden aber geplanten Aalto-Theaters wurde 1969 mit dem Bau einer U-Bahn-Station samt einer Abstell-, Reparatur- und Wartungsanlage unter dem Stadtgarten begonnen. Die Strecke führt von der U-Bahn-Haltestelle Essen Hauptbahnhof unter der Huyssenallee entlang und biegt mit meterspurigen Gleisen nach Südosten zum Stadtgarten ab. In dem zweistöckigen Bauwerk sollte in der oberen Ebene der U-Bahnhof mit möglichem Namen Opernhaus oder Musiktheater entstehen, und darunter der Raum für Fahrzeugwartung und -Abstellung. Weitere Planungen, die eine Weiterführung der Strecke bis nach Kray vorsahen, wurden nicht umgesetzt, so dass der Tunnel an der nie als Bahnhof genutzten Station unter dem Stadtgarten endet.
In den 1980er Jahren büßte der Stadtgarten durch den Bau des Sheraton-Hotels im westlichen und des Aalto-Theaters im nördlichen Teil einige Hektar an Fläche ein.

## Heutige Parkanlage
Der Essener Stadtgarten ist mit heute 6,87 Hektar die größte Grünanlage im Innenstadtbereich. Er bietet zwischen einigen Rasenflächen wieder älteren Baumbestand, zwei Spielplätze und einen zentralen Teich mit Fontäne.
Ab 2004 erfolgten Umbaumaßnahmen und Modernisierungen im Stadtgarten, zudem zog die Philharmonie in den Saalbau ein. Dazu kam 2006 die Umgestaltung der versiegelten Fläche eines 2400 Quadratmeter großen Betriebshofes zur Grünfläche. Schließlich wurden 2008 Wege und Parkbänke erneuert, Spielplätze um- und neugestaltet sowie die Attraktivität des Teichumfeldes mit neuen Aufenthaltsmöglichkeiten verbessert. Aus dem Teich selbst wurden 1820 Tonnen Schlamm entfernt und das Ufer neu bepflanzt. Hinzu kam eine neue, zwölf Meter hohe Wasserfontäne, die von acht Unterwasser-Scheinwerfern beleuchtet wird. Alle diese Maßnahmen waren im Oktober 2008 abgeschlossen. Sie fanden mit Unterstützung des Arbeitsmarktprojektes im Rahmen des Stadtentwicklungsprogramms ESSEN.Neue Wege zum Wasser statt.
Das Orkantief Ela richtete im Juni 2014 große Schäden an, so dass infolge 30 Bäume des alten Baumbestands gefällt werden mussten. Diese wurden Anfang 2018 durch Baumarten ersetzt, mit denen die veränderten klimatischen Aspekte berücksichtigt werden. In diesem Zuge wurden 12.000 Euro in den Stadtgarten investiert, mit denen auch 34 neue Parkbänke aufgestellt wurden.
Zwischen Mai und August 2024 wurde der große Spielplatz, in Anlehnung an die nahe Philharmonie nach dem Motto Das Orchester 'spielt' im Stadtgarten, umgestaltet. Einige Spielgeräte  erhielten unter anderem Darstellungen von Musikinstrumenten. Die gesamte Spielfläche wurde zudem zu einem leichten Hügel erhöht. Die Kosten lagen bei rund 168.000 Euro.

### Kunst im Stadtgarten
Zudem wurden im Laufe der Zeit einige Kunstwerke im Stadtgarten aufgestellt. Die älteste Skulptur aus dem Jahr 1905 ist die Fee von Wilhelm Nida-Rümelin, die ursprünglich als Aphrodite für einen Brunnen in der Wandelhalle des Saalbaus aufgestellt werden sollte. Sie wurde Anfang 2016 abgebaut, zur Restaurierung gegeben und soll Im Sommer des Jahres mit neuer Verankerung wieder aufgestellt werden. Der Standort für einen rezitierenden oder freisprechenden Menschen wurde 1987 von Wolfgang Liesen aufgestellt. Die 1983 im Bauschutt gefundene Säule ist wie vom Sockel abgebrochen, im Boden eingesunken, installiert worden, so dass man sich auf dem Sockel freisprechend positionieren kann. Von den Erdmäulern von Guido Hoffmann-Flick wurden insgesamt vier – je eines mineralisch, pflanzlich, tierisch und menschlich – durch den Landschaftsarchitekten Ulrich Falke am 1994 angelegten Spielplatz aufgestellt.
Die drei Ganz großen Geister des Künstlers Thomas Schütte standen seit 2004 direkt vor dem angebauten Pavillon am Saalbau. Die tonnenschweren, knapp vier Meter hohen Bronzeskulpturen sind auf einen Wert von rund neun Millionen Euro gestiegen, so dass sich der Essener Kunstsammler und Mäzen Thomas Olbricht zusammen mit der Stadt Essen für einen Abbau seiner Leihgabe aus Angst vor Metalldiebstahl entschied. Der Abtransport fand am 18. Februar 2016 statt, wobei ein Kran einer Figur den Kopf abriss. Der Schaden sei reparabel gewesen. Am 19. Juli 2019 wurde an gleicher Stelle die Skulpturengruppe Mann im Wind I, II, III als 10-jährige Leihgabe des Künstlers Thomas Schütte aufgestellt. Zuvor waren die jeweils etwa zwei Tonnen schweren und 3,5 Meter hohen Bronze-Figuren auf einer Ausstellung in Paris zu sehen.

Kunstwerke im Stadtgarten (chronologisch)
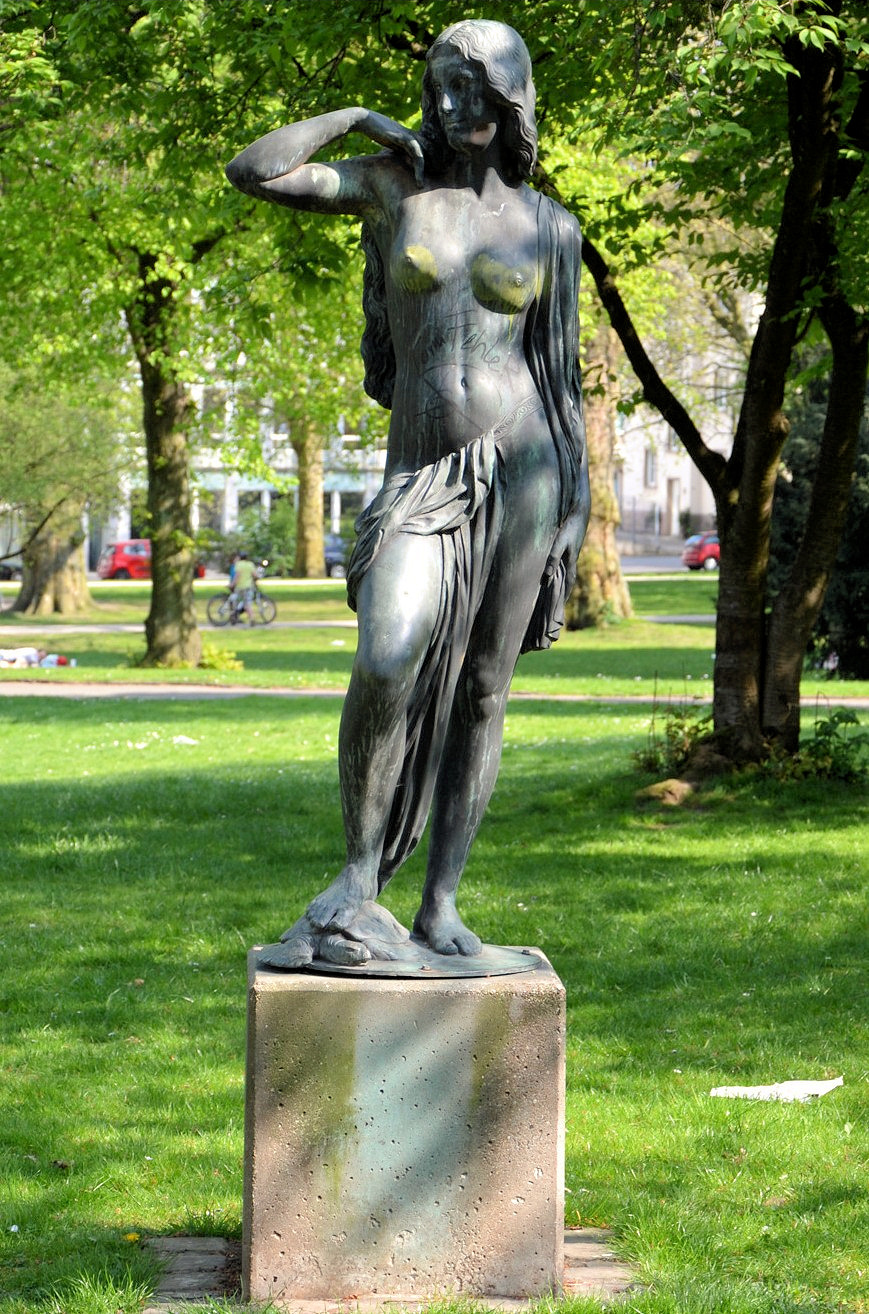
Wilhelm Nida-Rümelin – Fee (1905)
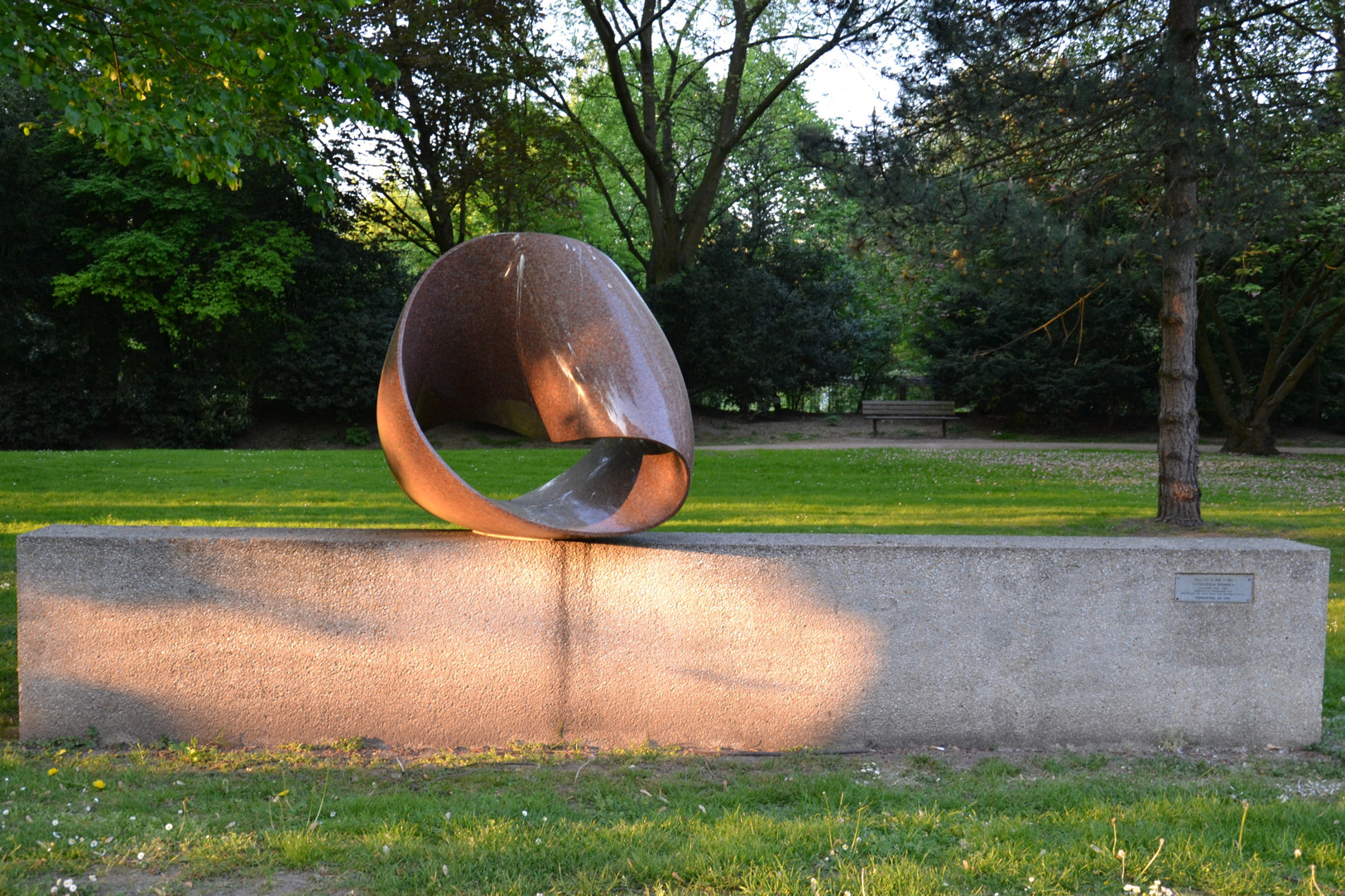
Max Bill – Die unendliche Schleife (1974), aus Tranåsgranit; Inschrift: Den Bürgern der Stadt Essen zum Geschenk von der Ferrostaal AG 1978
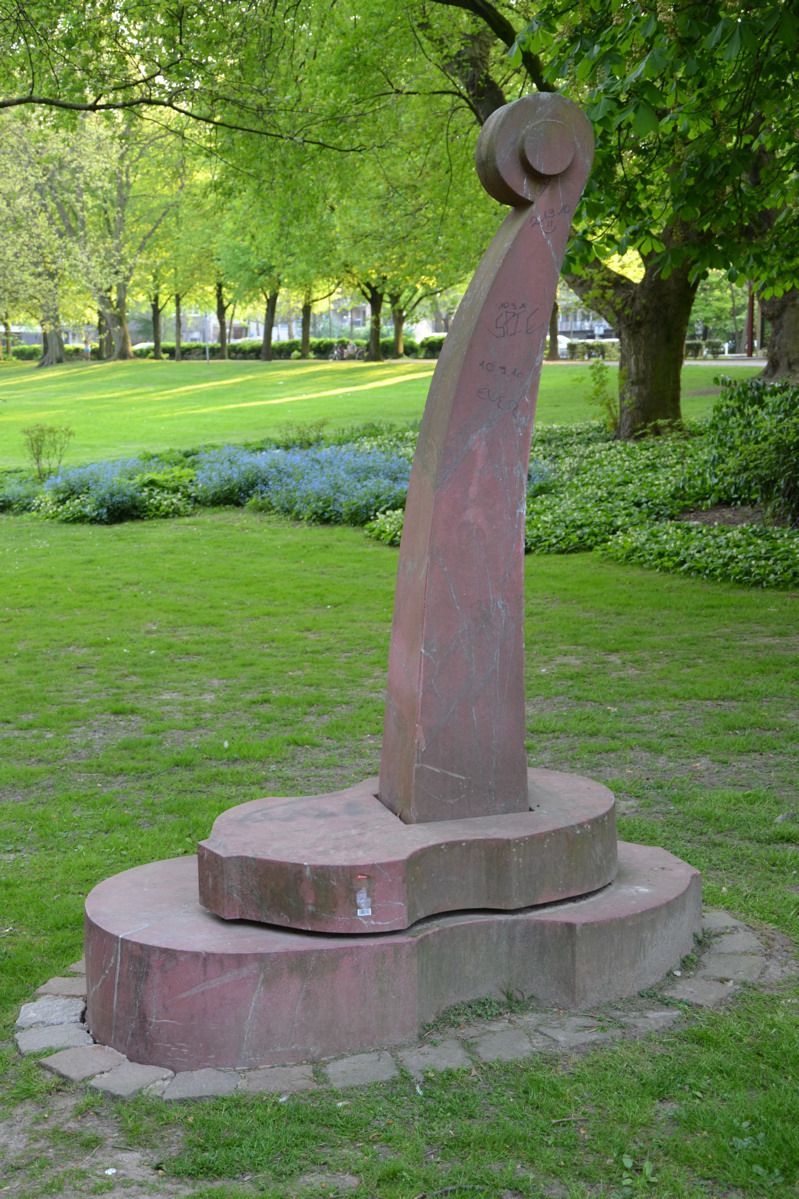
Stephan Huber – Cello (1987)
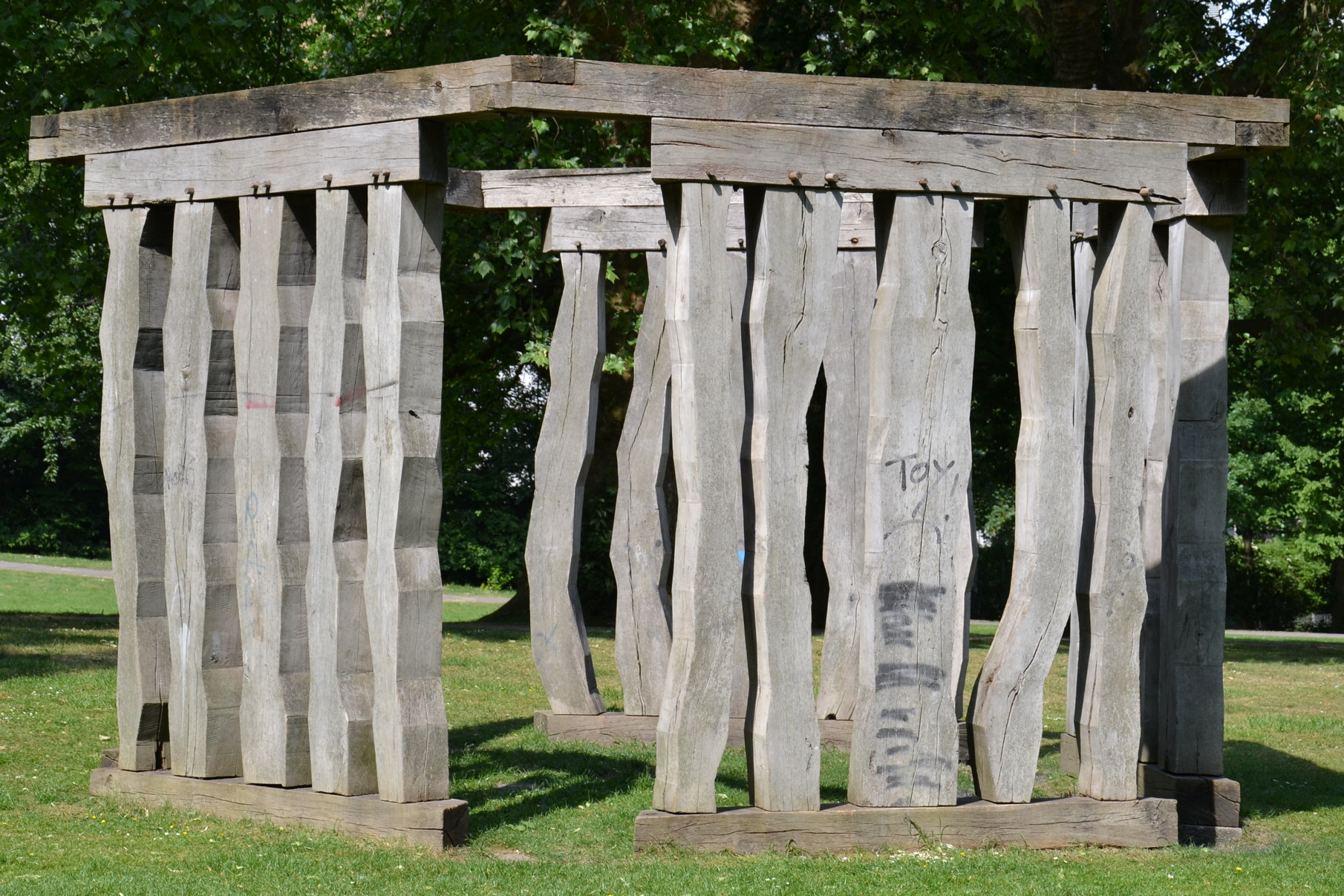
Klaus Simon – Fünf Finger einer Hand, fünf Wände zum Pentagramm (1987)
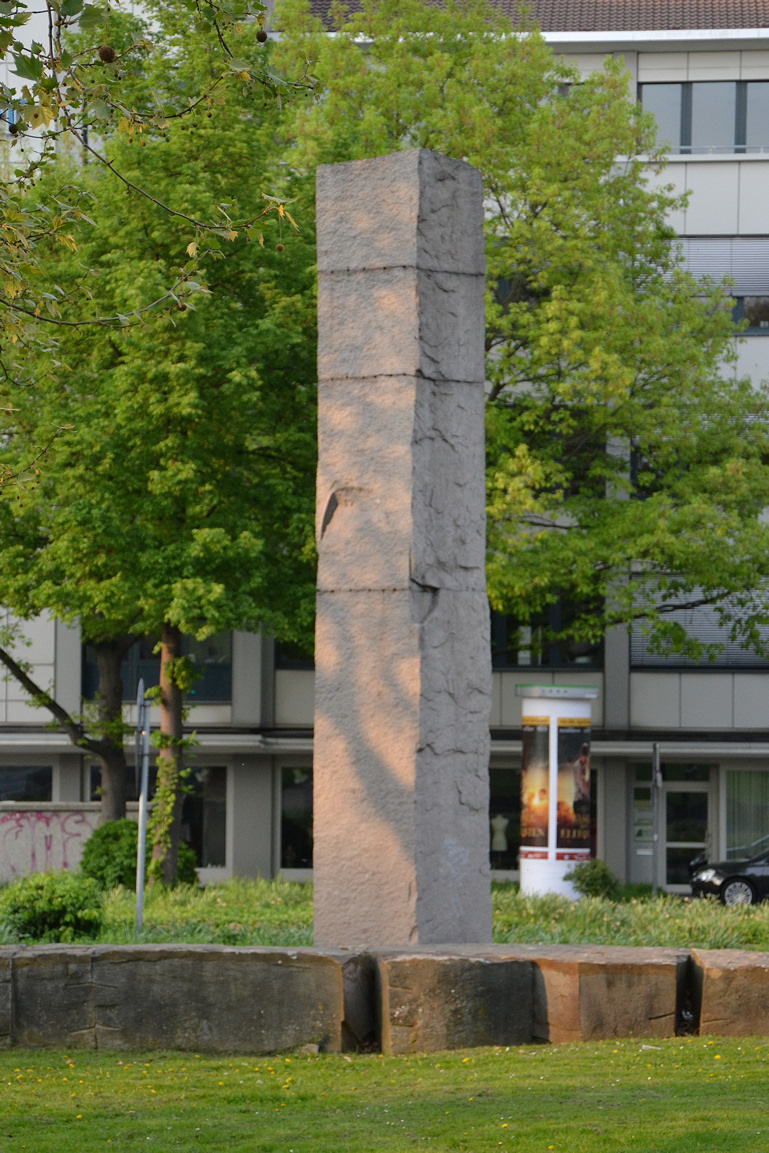
Ulrich Rückriem – Obelisk (1987), aus Dolomitgestein
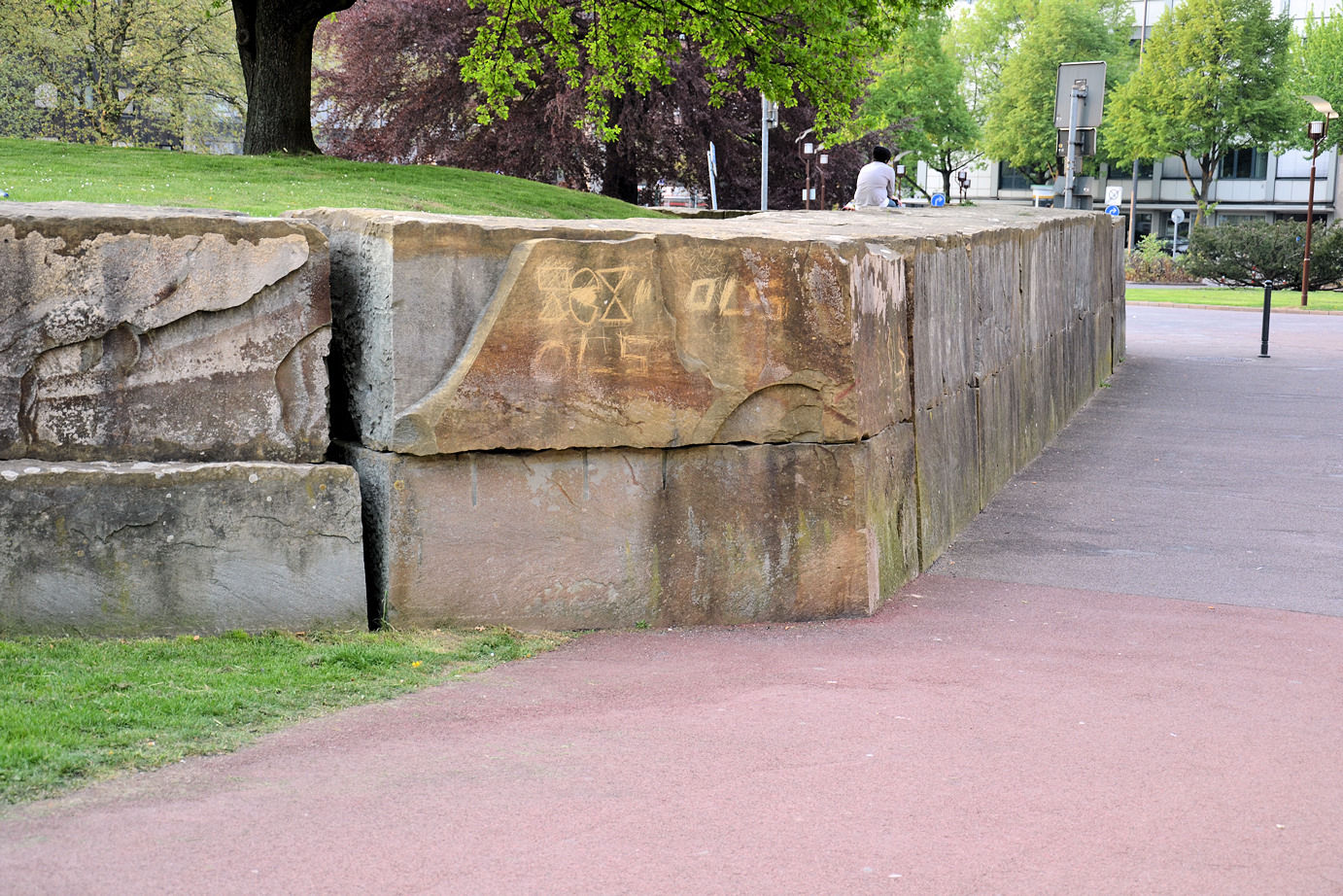
Ulrich Rückriem – Dolomit (1987)
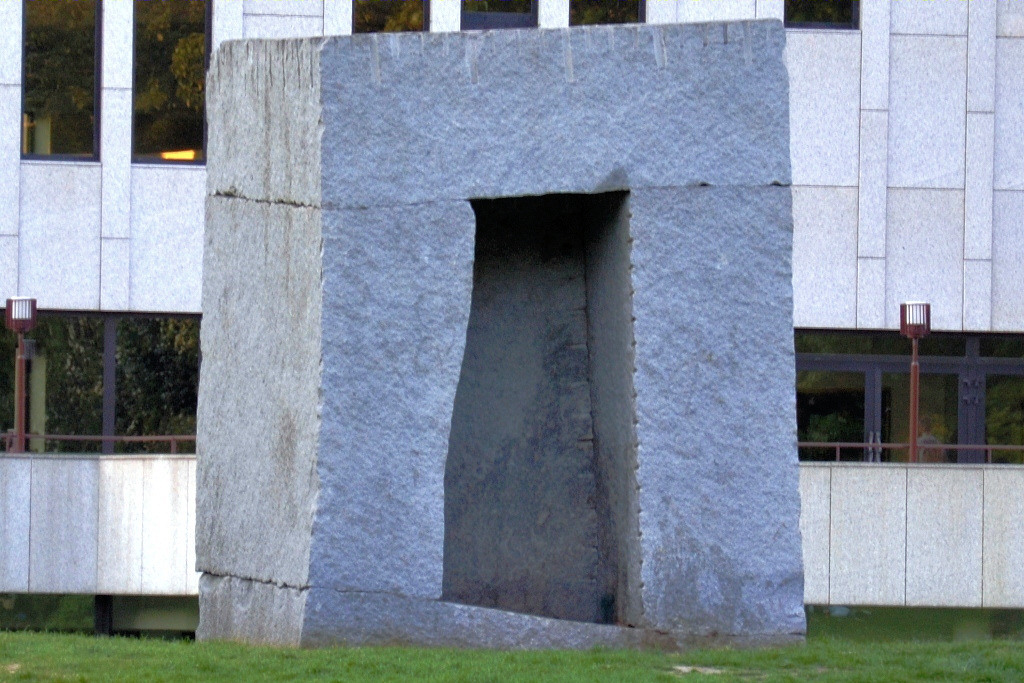
Ulrich Rückriem – Steinhaus (1988)
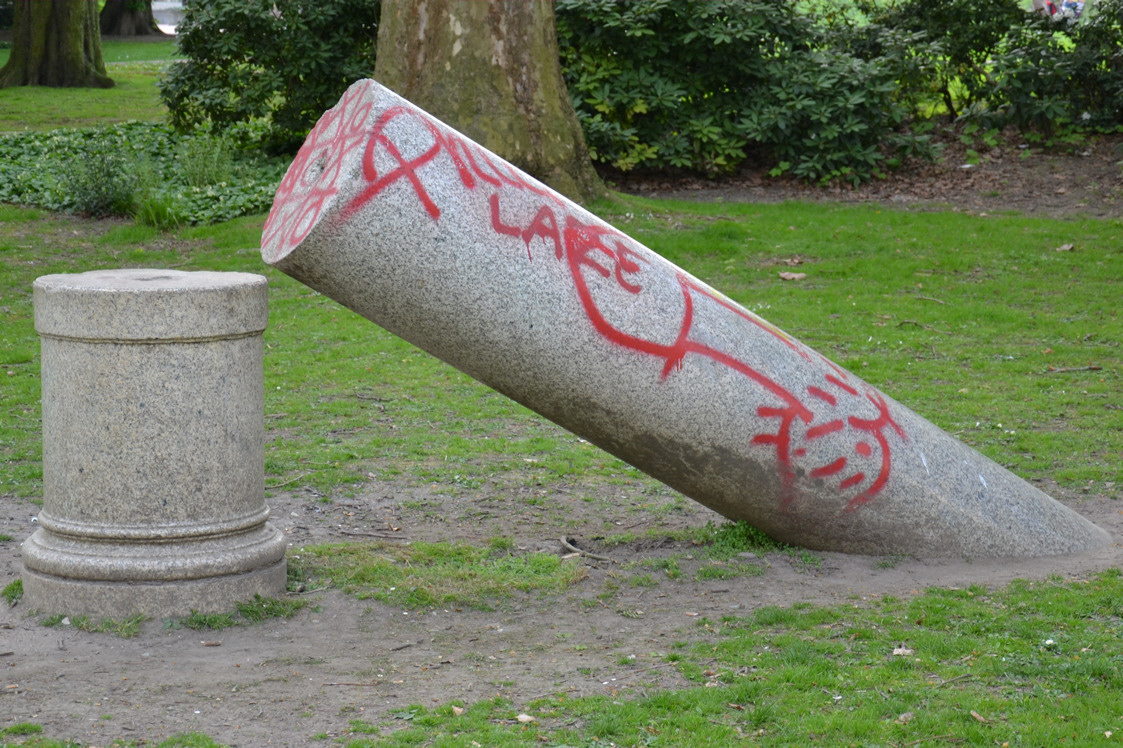
Wolfgang Liesen – Standort für einen frei sprechenden Menschen (1987)
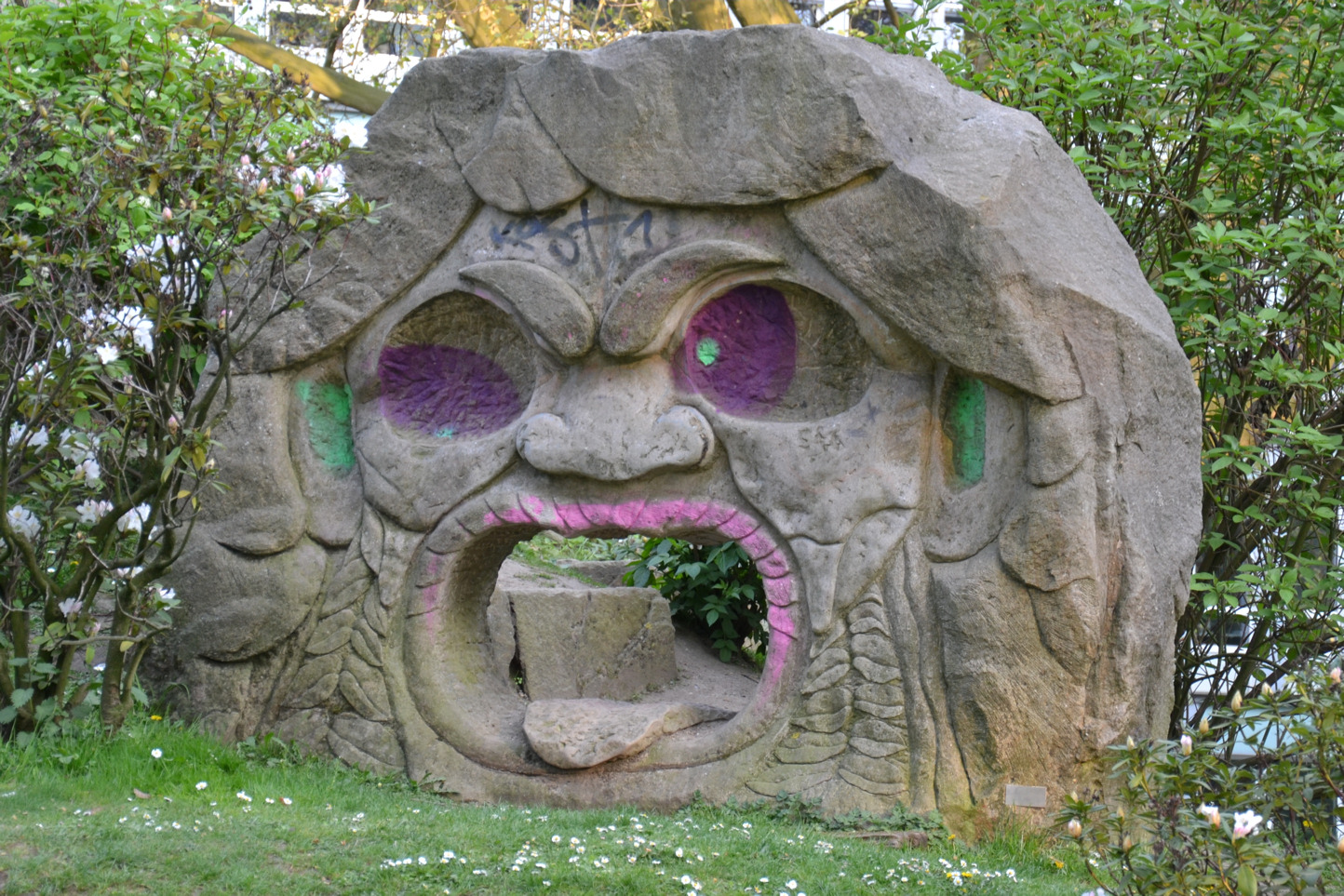
Guido Hoffmann-Flick – Erdmaul (1994)
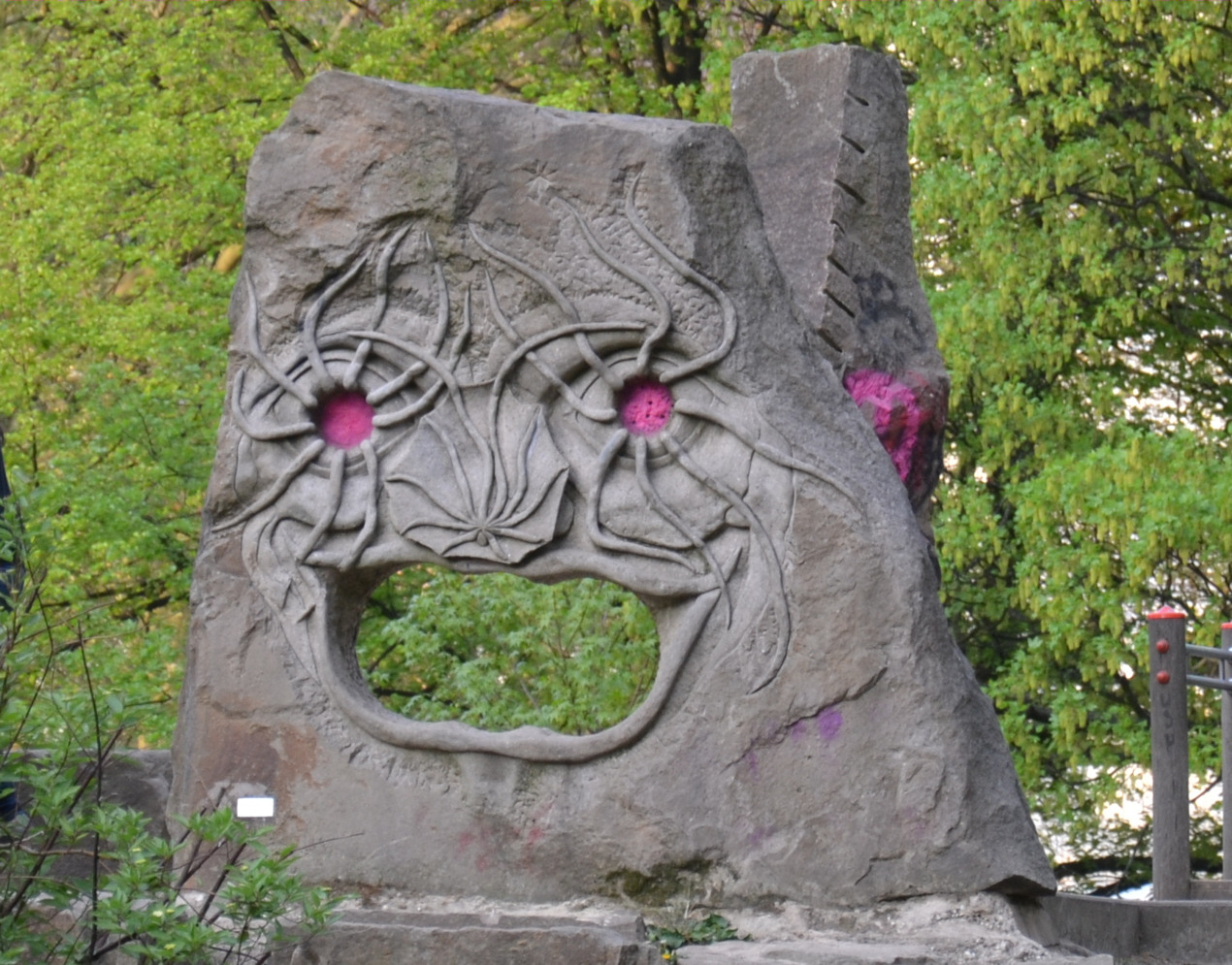
Guido Hoffmann-Flick – Erdmaul (1994)
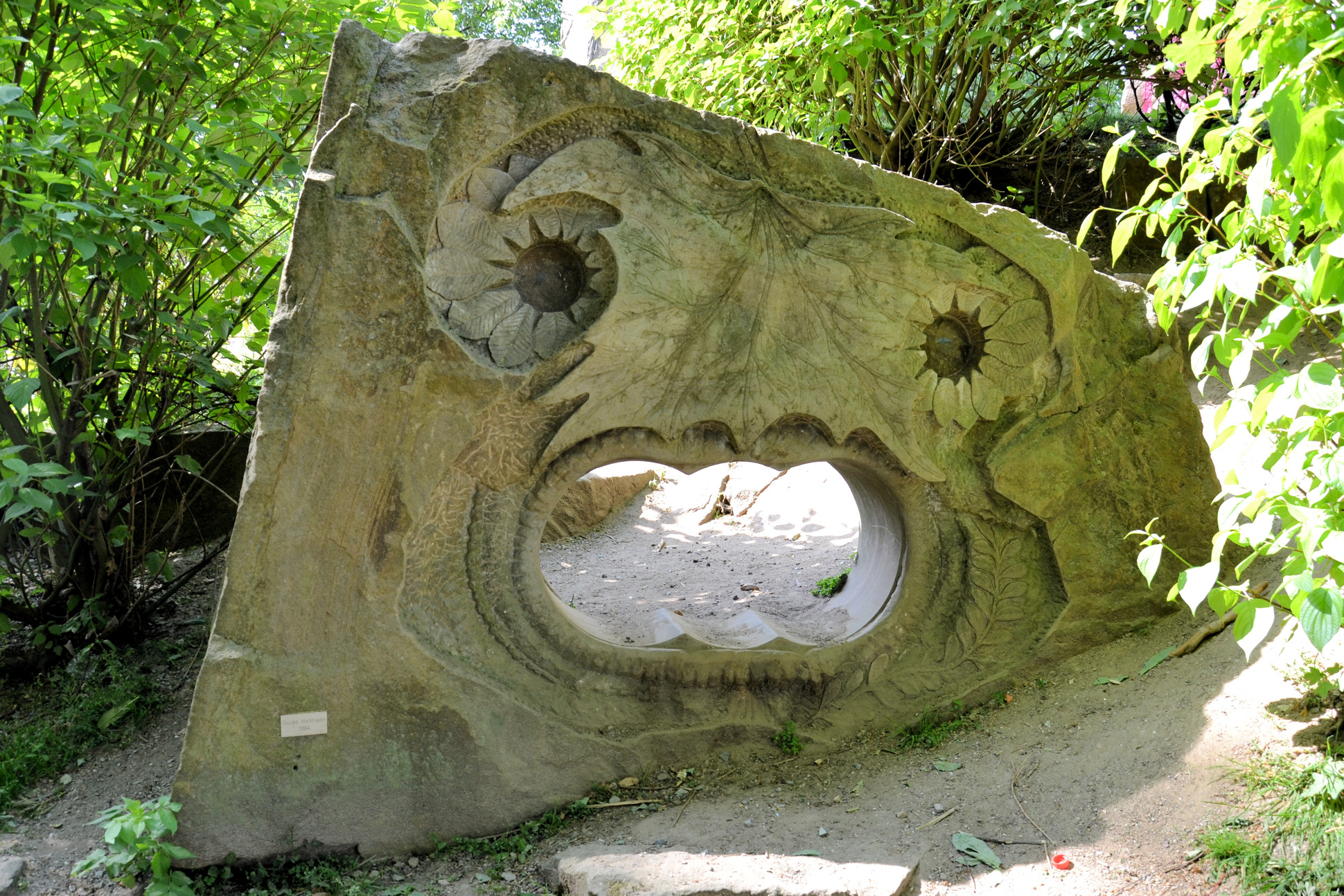
Guido Hoffmann-Flick – Erdmaul (1994)
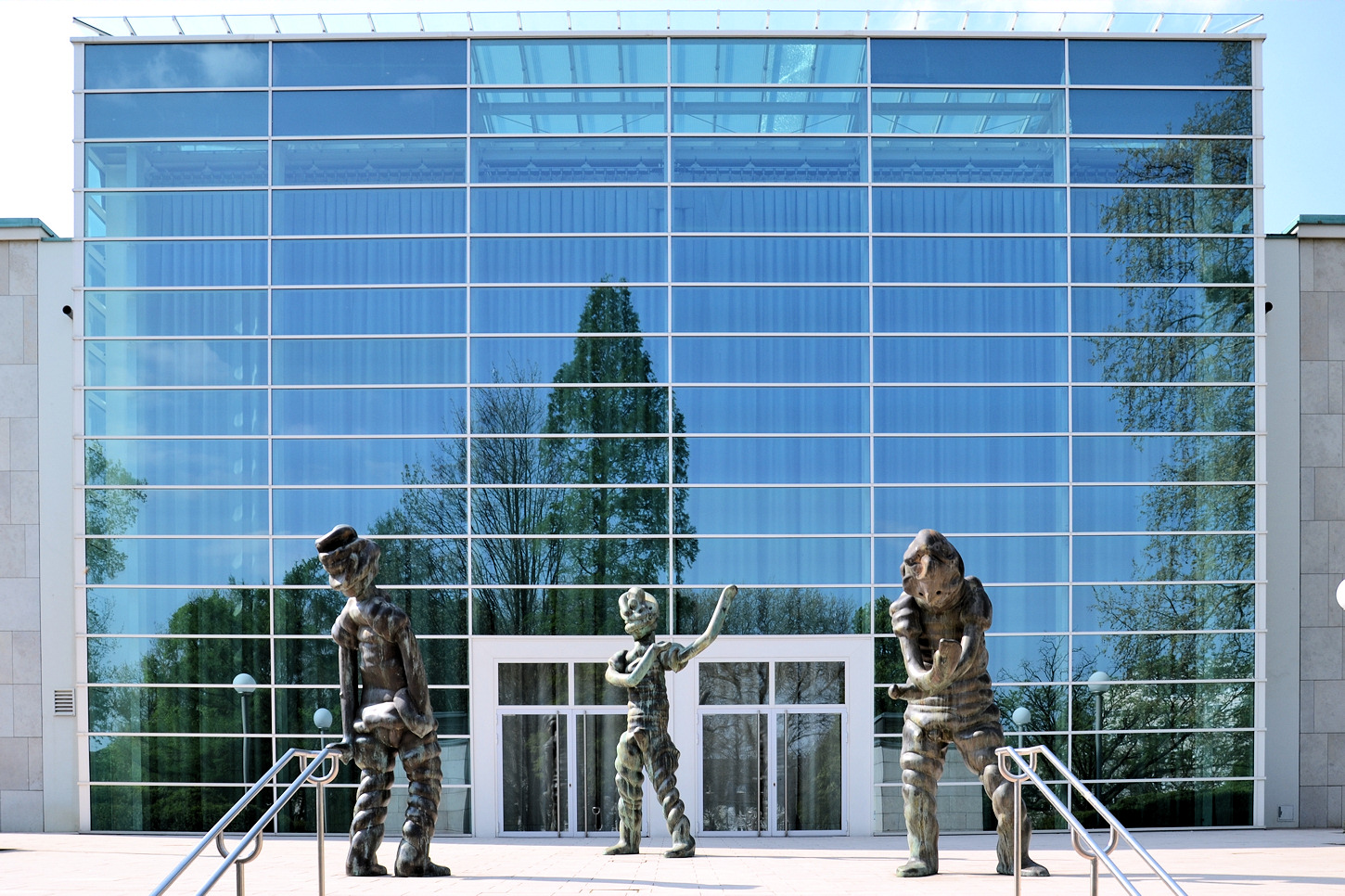
Thomas Schütte – Ganz große Geister (1998–2004), seit 2016 abgebaut
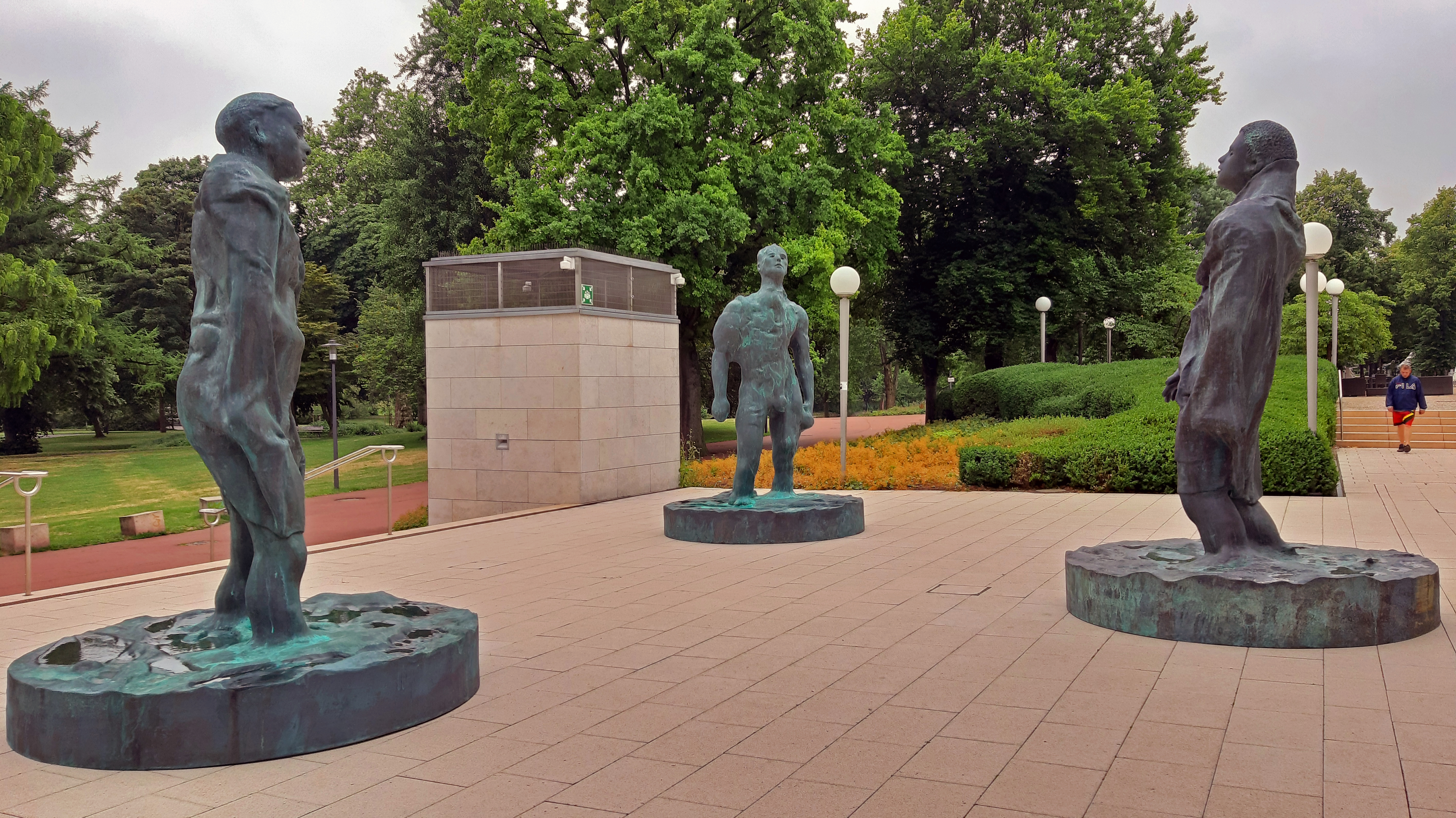
Thomas Schütte, Skulpturengruppe Mann im Wind I, II, III, seit 2019

### Regelmäßige Veranstaltungen
Der im Jahr 1998 gegründete Boule-Pétanque-Club Essen-Stadtgarten e. V. organisiert jeden Sonntag ein Boule-Turnier.
Zur seit 2004 stattfindenden Oldtimer-Ausfahrt Tour de Rü (Rü für Rüttenscheider Straße) dient der Stadtgarten der Startaufstellung.
Seit 2011 finden jährlich im Juni die Park Sounds statt (mit Ausnahme 2014, bedingt durch den Pfingststurm Ela), bei denen experimentelle elektronische Klänge geboten werden.